# اردشیر محصص
اردشیر محصص (زاده ۱۸ شهریور ۱۳۱۷ در گیلان – درگذشته ۱۸ مهر ۱۳۸۷ در نیویورک)، طراح، کاریکاتوریست و نقاش ایرانی بود.

## زندگی

### اوایل زندگی
اردشیر محصص در ۱۸ شهریور ۱۳۱۷ از مادری شاعر و پدری قاضی در رشت به دنیا آمد. پدر و مادر او هر دو از متمولان لاهیجان بودند و او نیز بزرگ شدهٔ این شهر بود. محصص پس از تحصیل حقوق در تهران و مدتی کار در دولت، کار طراحی را برگزید و آثار خود را در نشریات و کتاب‌ها منتشر کرد. پس از انقلاب اسلامی ایران، به نیویورک مهاجرت کرد. اردشیر ۳ ساله بود که به همراه برادر بزرگ‌ترش به تماشای سریال مشهور «بلای جان نازی‌ها» رفته بود، زمانی که از سینما برگشت در منزل از او دربارهٔ داستان فیلم سوالاتی کردند و چون او نمی‌توانست ماجرای فیلم را شرح دهد آنچه را دیده بود روی کاغذ طراحی کرد. این اولین طراحی محصص بود و آغاز راهی که بعدها او را به مشهورترین طراحان ایران و جهان مبدل ساخت.
حسین محجوبی، که خود از نسل نقاشان قدیمی ایران است، در این باره در در گفتگویی با شهروز نظری درمجله تندیس، به بازگویی بخشی از خاطرات خود با محصص‌ها پرداخت:

«خاندان محصص از خانواده‌های معروف و مرفه لاهیجان بودند و در تجارت برنج و ابریشم شهرت داشتند. گمان می‌کنم در حدود پانزده خانواده بودند که در محله پردسر لاهیجان سکونت داشتند. از میان آن‌ها سه برادر بودند که یکی از آن‌ها پدر اردشیر و ایراندخت بود و دیگری پدر بهمن و یکی دیگر از برادرها پسری داشت که همکلاس من بود و او هم آدم غریبی بود و در جوانی خودکشی کرد. همه محصص‌ها کاراکتر غریبی داشتند.»

سرور مهکامه محصص لاهیجانی، مادر اردشیر بود که دوستی نزدیکی با پروین اعتصامی داشت و خود او نیز از شاعران آن دوران بود. عباسقلی محصص، پدر او نیز از قضات سال‌های ابتدایی سده اخیر شمسی بود که در دوران کودکی اردشیر در اثر عارضه قلبی مُرد. اردشیر از دانشگاه تهران در رشته حقوق فارغ‌التحصیل شد اما حقوق را رها کرد و به سراغ همان چیزی رفت که از کودکی گریبانش را گرفته بود. خواهر او، ایراندخت محصص نیز استاد کاریکاتور و نظریه‌پرداز هنری است. او پسرعموی بهمن محصص، مجسمه‌ساز و نقاش است.

### تحصیل و کار
محصص بعد از مرگ پدرش در دوازده سالگی به تهران رفت و در رشته ادبی دیپلم گرفت و در دانشگاه حقوق خواند. علاقه اش به رشته حقوق آنطور که خود گفته به کلاه قضاوتی برمی‌گشت که پدرش بر سر می‌گذاشت و او نیز در کودکی آرزو داشت که از آن استفاده کند.
به‌طور هم‌زمان در دو دانشکده حقوق و هنرهای زیبا پذیرفته شد و حقوق را برگزید، بعد از اتمام تحصیلات در رشته حقوق (به سال ۱۳۴۱) در کتابخانه یکی از وزارتخانه‌ها شغلی به دست آورد و مشغول به کار شد و در عرض یکسال تمام کتاب‌های آنجا را خواند و سپس استعفاء داد و برای همیشه خود را وقف طراحی کرد.
محصص مدتی در کتاب جمعه به فعالیت مشغول بود. زمانی که احمد شاملو سردبیری کتاب هفته را برعهده گرفت، طرح‌های اردشیر را برای چاپ پذیرفت و نامش به عنوان طراحی صاحب سبک ثبت شد. بعد از تعطیلی کتاب هفته، محصص به روزنامه کیهان رفت و مدتی طرحهایش به رغم تلخ بودن مضامین آن‌ها در این روزنامه چاپ می‌شد. بسیاری از آثار محصص دارای تم سیاسی و اجتماعی است، در همکاری با نشریات تنها با روزنامه کیهان به‌طور منظم کار کرد و سال‌ها برای صفحه هنر و اندیشه این روزنامه قلم زد.
طرحهایش بعدها در قالب کتاب منتشر شد و در گالری‌ها به نمایش درآمد. سیروس طاهباز در سال ۱۳۵۰ نخستین مجموعه طرح‌های محصص را با عنوان کاکتوس در دفترهای زمانه چاپ کرد.
وی کتاب‌های زیادی منتشر کرد که می‌توان به با اردشیر و صورتک‌هایش (۱۳۵۰)، اردشیر و هوای توفانی (۱۳۵۱)، تشریفات (۱۳۵۱)، شناسنامه (۱۳۵۱)، لحظه‌ها (۱۳۵۱)، وقایع‌اتفاقیه (۱۳۵۲)، طرح‌های‌آزاد (۱۳۵۳)، کافرنامه (۱۳۵۴)، دیباچه (۱۳۵۴) و تبریکات (۱۳۵۴) اشاره کرد.
از آثار محصص کتاب‌های «اردشیر محصص، تاریخی کوتاه» و «زندگی در ایران» در ۱۹۹۴ توسط انتشارات میج (MAGE) در آمریکا انتشار یافته‌است.
محصص به‌آثار استاینبرگ علاقه خاصی داشت و طنز در آثار بوش، بروگل، گویا، دومیه، انسور، پیکاسو، شاگال، یونسکو، بکت و فلینی را می‌ستود.
وی تعدادی طرح برای روزنامه نیویورک تایمز کشید و هم‌اکنون مجموعه‌ای از ۸۰ تا ۱۰۰ اثر از وی در کتابخانه ملی آمریکا نگهداری می‌شوند. در سال ۲۰۰۶ میلادی، مجموعه آثار اردشیر محصص در موزه هنرهای مدرن نیویورک به نمایش گذاشته شد.
تا دو سال پیش از درگذشتش ایران خبری از محصص نبود و کسی خبر از او نداشت. همه چیز در خاطرات نسلی خلاصه می‌شد که سی سال پیش را روایت می‌کرد تا آنکه تعدادی از آثار وی برای اولین بار بعد از انقلاب در تهران به نمایش گذاشته شد. بازگشت هنرمند به ایران با طرحهایش، یک بار دیگر فضای هنری کشور را تحت تأثیر قرار داد و خاطرات گذشته زنده شد. آخرین نمایش آثار او در ایران به پیشنهاد امیر فرهاد در سال‌های ۱۳۸۵ و ۱۳۸۶ با عناوین اردشیر پس از سی سال و اردشیرستان در گالری هما در تهران برگزار شد که با واکنش تند روزنامه کیهان مواجه گردید. آخرین نمایشگاه آثار وی در خرداد ماه سال ۱۳۸۷ در نیویورک به مناسبت بزرگداشت این هنرمند کاریکاتوریست ایرانی از سوی «انجمن آسیا» برپا شد. در این نمایشگاه که به مناسبت یک عمر فعالیت هنری محصص برپا شده بود، خودش به‌دلیل بیماری حضور نداشت. پس از مرگ او رخدادهای مختلفی در گرامیداشت او برگزار شد که از آن جمله می‌شود به بزرگداشت او در بخش مدرن آرت دبی ۲۰۱۴ به نمایش اشاره کرد.
او سال‌های پس از انقلاب را در نیویورک سپری کرد و بر اثر بیماری پارکینسون، توانایی‌های حرکتی و تکلمی‌اش به شدت کاهش یافت. محصص تا انتها با وجود بیماری به خلق آثار کاریکاتور و طراحی پرداخت. سرانجام اردشیر محصص در سن هفتاد سالگی در ۱۸ مهر ۱۳۸۷ و در غربت، پس از گذراندن دوران طولانی کسالت، درگذشت. به گفتهٔ خواهرش ایراندخت، او هرگز تقاضای گذرنامهٔ آمریکایی نکرد.

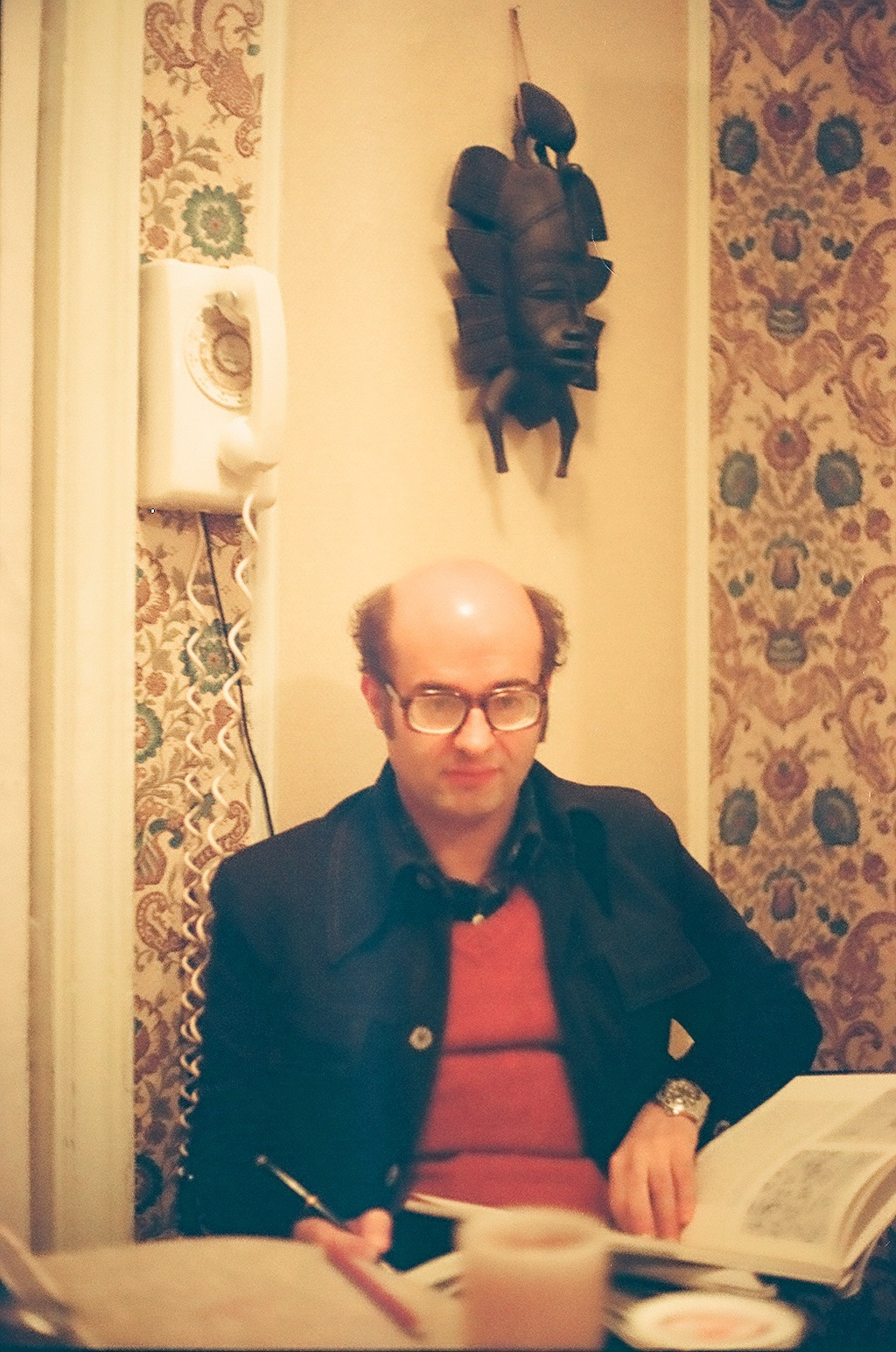
ardeshir mohassess by hadi hazavei

## برداشت‌ها
داود شهیدی در مورد تندروی‌های محصص در کارهایش از جواد مجابی نقل قول می‌کند که در مورد محصص می‌گفت: محصص معنی ترس را نمی‌فهمد حتی اگر برایش توضیح داده شود.
احمد شاملو دربارهٔ هنر محصص می‌نویسد: «اگر قلم عبید چاقوی جراحی است، قلم اردشیر نیز چنین است- برای من این هر دو، ثباتان کاراکترهای جامعه‌اند. نشان دهندگان حماقت‌ها، طمع‌ها، یالانچی پهلوانی‌ها، خودپسندی‌ها… آدم‌های او آدم‌های آشنای جامعه‌اند مائیم و همسایگانمان.»
جواد مجابی، روزنامه‌نگار و شاعر، اهمیت اردشیر محصص را در حد «بنیان‌گذار کاریکاتور نوین» در ایران می‌داند. او می‌گوید: «اردشیر نخستین کسی در ایران بود که کاریکاتور نوین ایرانی را که پیش از او سابقه نداشت و در ارتباط با کاریکاتورهای جهانی پدیدآورد. قبل از او، کارهایی انجام می‌شد که بیشتر شبیه آثار کاریکاتوریست‌های ترکیه یا قفقاز بود. اردشیر به کاریکاتور، به معنای امروزی که در ایران رایج است، شکل داد و با سماجت و پشتکار غریبی که داشت و آگاهی فراوان و گسترده‌ای که از هنر جهان داشت، توانست پایه‌های کاریکاتور جدید ایران را بریزد، که از دنیای امروزی ما، خبر می‌داد.»
نیکزاد نجومی، هنرمند طراح و نقاش ایرانی ساکن نیویورک و از معدود نزدیکان محصص، در سال‌های آخر با ارجاع به حرف‌های خود محصص می‌گوید: «برمی گردم به زمانی که اردشیر محصص با اسماعیل خوئی، شاعر، گفتگویی داشت، در اوایل سال‌های دهه هفتاد میلادی، پنجاه خورشیدی، و در جواب پرسشی که شبیه به این سؤال بود که: محصص با خلق این فضاهای مالیخولیا وار در آثارش می‌خواهد چه بگوید؟ آیا در پی در نشان دادن مدرنیته وارداتی و تضادها و شکاف‌های آن با سنت پا در جای ایران در دهه پنجاه خورشیدی است؟ اردشیر به خوئی می‌گوید: من فقط دوست دارم یک گزارشگر باشم.»
به گفته نیکزاد نجومی، به عبارت دیگر، «اردشیر محصص نگاهی رئالیستی نسبت به جهان داشت که این نگاه واقع بینانه، همان‌طور که از اول هم گفتید، تضادها را روبروی هم قرار می‌دهد. مسئلهٔ اصلی آثار او هم مبارزه با قدرت است؛ ولی این بریدن پاها، دست‌ها سر و غیره، مقدار زیادی تحت تأثیر نقاشی‌های قهوه‌خانه‌است و نقاشی‌های مذهبی.»

## ویژگی کاری

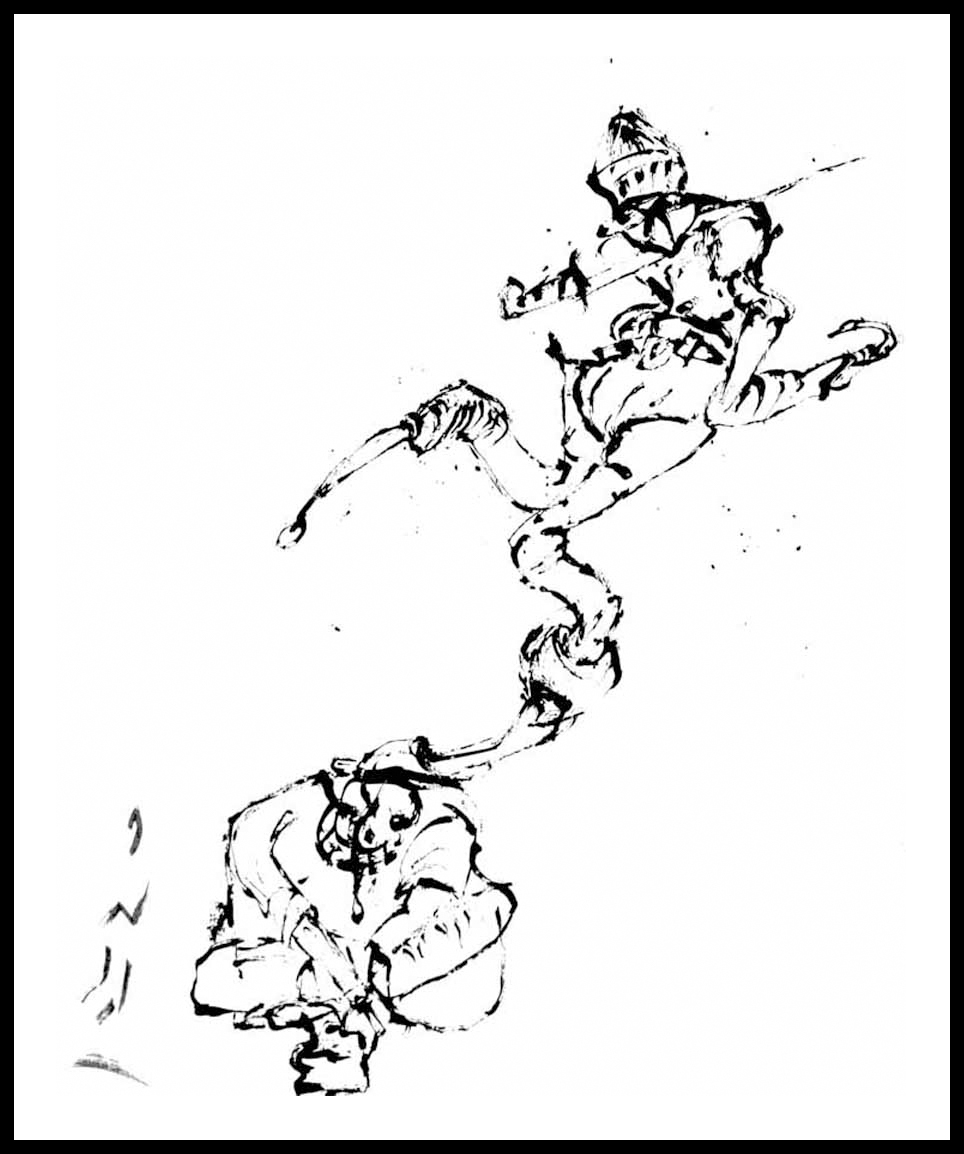
از آثار اردشیر محصص

طرحهای محصص زوایایی از جامعه را نشان می‌دهد، ورای ظاهر آن با خطوط لرزان، صاف و گاه هندسی.
محصص خود دربارهٔ کارهایش می‌گوید: «من آنچه را می‌بینم می‌کشم؛ به نظر من کاریکاتورها اسناد یک عصرند؛ همچنان که مدارک رسمی، اعلامیه‌های دولتی و گزارش‌های پارلمانی نیز چنین هستند.»
شخصیت‌های آثار محصص همه درحال حرکت و تکاپو هستند و خودش گفته‌است: «اغلب کاراکترهای آثار من درحال دویدن هستند؛ من تا چند سال پیش قادر به کشیدن حالت دو و حرکت نبودم و همیشه فکر می‌کردم که اگر این توانایی در من پیدا شود، قادر به هر کاری هستم. این مشکل سرانجام حل شد و اکنون فکر می‌کنم این من هستم که دارم به سوی آنچه می‌خواهم، می‌دوم. فکر می‌کنم که ناخودآگاه تمام حرکات و سکنات، لباس و کفش‌های پرسوناژهایم را از روی خودم می‌کشم. چاقی و لاغری این شیطانک‌ها هم بطورکامل وابستگی به رژیم غذایی ام دارد.»
آثار او، بیش از آنکه طنز گونه باشند، تلخ گونه هستند. خطوط و طرح‌های او، بیش از هر چیز، نمایانگر تعلیق و موقعیت‌های لرزان و ناپایدار آدم‌ها و جهان پیرامون او است.
شهروز نظری، منتقد تجسمی، دربارهٔ اردشیر محصص می‌گوید:

«اردشیر محصص هنرمندی است که به لحاظ هنری همواره از چند جهت قابل توجه بوده. یکی اینکه وی در بحث هنر معاصر به طراحی توجه مخصوصی داشته‌است. در واقع او در آن سال‌ها به نوعی سرآمد طراحان معاصر آسیایی بود. دیگر اینکه با ظهور محصص، نگاه مطبوعات نسبت به کاریکاتور در ایران تغییر کرد. اگر به وی به عنوان یک هنرمند هنرهای زیبا نگاه کنیم می‌بینیم که محصص در بیشتر آثار خود دستمایه‌های اجتماعی را به تصویر می‌کشد در حالی که از سیاست به شدت دوری می‌کند».

## تقلید

مقایسه میان کاریکاتور محصص (چپ) با یک کاریکاتور در مجله فتوگرافی (راست) مربوط به سال ۱۹۷۰ توسط مجله خواندنیها

خسرو شاهانی، طنزپرداز، محصص را مقلدی بیش نمی‌دانست. او با چاپ برخی از کاریکاتورهای محصص به همراه آنچه وی نسخه اصلی می‌دانست، مدعی بود که کارهای محصص تقلیدی از کارهای کاریکاتوریست‌های غربی است.

مقایسه میان کاریکاتور محصص (چپ) با کار یک طراح مد فرانسوی توسط مجله خواندنیها

بجز شاهانی حسین رحیم‌خانی کاریکاتوریست نیز مقاله‌ای در باب تقلید محصص از کاریکاتوریست‌های اروپایی دارد.

مقایسه میان کاریکاتور محصص (راست) چاپ شده در مجله موسیقی سال ۱۳۴۱ با یک کاریکاتور از بازاراتی (چپ) مربوط به سال ۱۹۶۹

به‌طورمشابه برخی آثار محصص توسط کاریکاتوریست‌های برجسته جهان مورد تقلید قرار گرفته‌است.